# Espetinhos de provolone
Os espetinhos de provolone (em italiano spiedini di provola) são um prato típico da culinária da Itália feito à base de toucinho, salsicha, queijo provolone, beringela, louro, azeite, sal e pimenta do reino.
Esta receita provém da Basilicata, uma região de montanhas do sul da Itália, com menor generosidade em produtos da terra, onde foi convertida a destreza culinária numa arte de autenticidade pelos habitantes. Preparam-se os espetos com produtos simplistas, entre os quais com provola, o queijo de maior conhecimento da zona, que defuma-se com frequência para dar prolongamento à sua conservação.